# Sven Häggbom

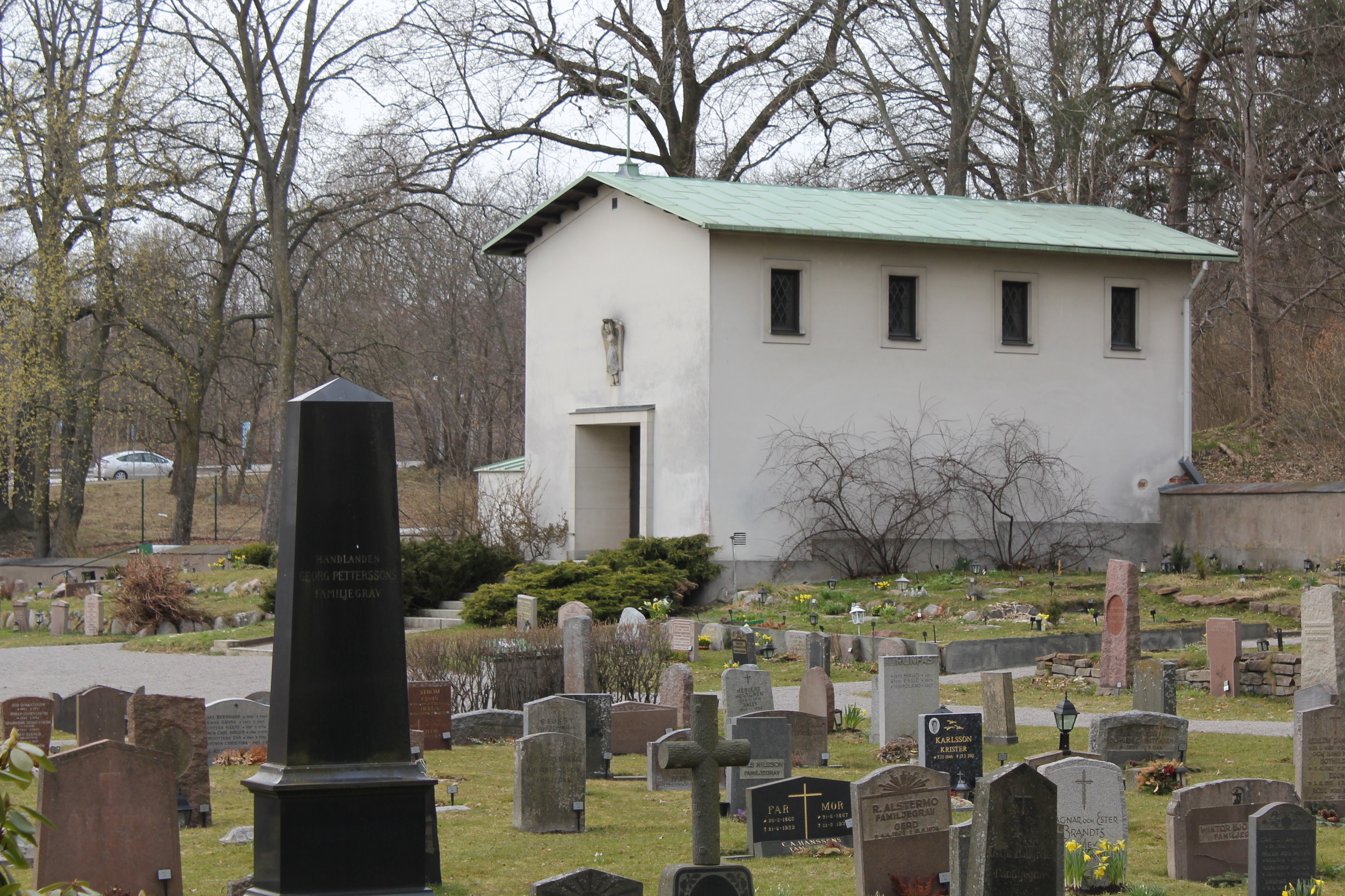
Gravkapell vid Brännkyrka kyrka (1930)

Sven Häggbom, född 30 mars 1894 i Johannedal, död 1 januari 1985 i Gävle, var en svensk arkitekt.
Efter studentexamen i Sundsvall 1913 utexaminerades Häggbom från Kungliga Tekniska högskolan 1920 och från Kungliga Konsthögskolan 1923. Han anställdes vid Stockholms stads byggnadsnämnd 1925, var assistent vid Kungliga Tekniska högskolan 1927–1929 och vid Byggnadsstyrelsens stadsplanebyrå 1931–1932. Han var länsarkitekt i Gävleborgs och Jämtlands län 1933–1935, i Gävleborgs och Uppsala län 1936–1938 och i Gävleborgs län 1939–1956. 
Häggbom var sakkunnig i stadsplaneutredningen 1942. Han ritade banker, hyreshus, skolor, kommunalhus, biografer, landsstatshus, telestationsbyggnader, skogsbruksskolor i Gävleborgs och Jämtlands län samt villor och upprättade byggnadsplaner.
Sven Häggbom är begravd på Sundsvalls Gustav Adolfs kyrkogård.

## Verk i urval
- Gamla landsstatshuset, Gävle.
- Sundsvalls enskilda bank, Storgatan 57, Sollefteå 1932-1935.
- Sundsvallsbanken, Nygatan 41, Skellefteå, 1936-1937.
- Ny- och ombyggnad för Sundsvalls enskilda bank 1928-.
- Samrealskola i Sandviken 1935.
- Barnhem i Östersund 1935.